# London Warsaw New York
London Warsaw New York – drugi studyjny album Basi wydany w 1990 roku przez Epic Records.

## Tło
Promocję albumu rozpoczął singel „Baby You're Mine”, który spotkał się z umiarkowaną popularnością na listach przebojów. Kolejny singel, „Cruising for Bruising”, osiągnął o wiele większy sukces i stał się największym hitem Basi do tej pory. Piosenka „Copernicus” ukazała się jako singel tylko w Japonii, a cover „Until You Come Back to Me (That’s What I’m Gonna Do)” z repertuaru Arethy Franklin został wydany jako ostatni singel jesienią 1990. W piosenkach „Copernicus” i „Reward” pojawia się język polski.
Płyta sprzedała się w ilości 2 milionów kopii na całym świecie, w tym milion w samych Stanach Zjednoczonych, gdzie zdobyła status platynowej. Wydawnictwo zostało również uznane przez tygodnik „Billboard” za najlepszą płytę roku w gatunku „współczesny jazz”. W 2015 niezależne brytyjskie wydawnictwo Cherry Red Records wydało dwupłytową reedycję albumu, zawierającą dodatkowo wersje instrumentalne, remiksy i nagrania demo.

## Lista piosenek
Wszystkie utwory zostały napisane przez Basię Trzetrzelewską oraz Danny’ego White’a, oprócz ścieżki 7.
1. „Cruising for Bruising” – 4:08
2. „Best Friends” – 4:01
3. „Brave New Hope” – 4:06
4. „Baby You're Mine” – 3:34
5. „Ordinary People” – 4:58
6. „Reward” – 5:08
7. „Until You Come Back to Me (That’s What I’m Gonna Do)” (Stevie Wonder, Clarence Paul, Morris Broadnax) – 3:51
8. „Copernicus” – 3:51
9. „Not an Angel” – 4:23
10. „Take Him Back Rachel” – 4:18

## Twórcy
- Basia Trzetrzelewska – wokal
- Bud Beadle – saksofon
- Julian Crampton – gitara basowa
- Marc d'Aieur – gitara
- Mike Dignam – karatale
- Andy Gangadeen – perkusja
- Steve Gregory – saksofon
- Robin Jones – perkusja
- Andy Lafone – bas
- Kevin Robinson – trąbka
- Andy Ross – gitara
- Ronnie Ross – saksofon
- Danny White – bębny, keyboard
- Peter White – gitara, akordeon
- Gavyn Wright – smyczki

## Pozycje na listach
| Kraj              | Lista                 | Najwyższa pozycja | Certyfikat      |
| ----------------- | --------------------- | ----------------- | --------------- |
| Francja           | Top Albums            | 28                | złota płyta     |
| Holandia          | Album Top 100         | 60                |                 |
| Japonia           | Oricon                | 33                | złota płyta     |
| Kanada            | RPM 100 Albums        | 56                |                 |
| Stany Zjednoczone | Billboard 200         | 20                | platynowa płyta |
| Stany Zjednoczone | Top Contemporary Jazz | 1                 | platynowa płyta |
| Wielka Brytania   | UK Albums Chart       | 68                |                 |